# Michael Lytle
Michael Lytle (* im April 1945 in Missouri) ist ein US-amerikanischer Jazz- und Improvisationsmusiker (Bassklarinette, Klarinette, Gesang) und Komponist.

## Leben und Wirken
Michael Lytle wuchs in Springfield (Missouri) auf und hatte als Kind Klavierunterricht. Auf der High School spielte er Klarinette; daneben begann er auf dem Klavier zu improvisieren. Anschließend studierte er an der University of Iowa Komposition. Beeinflusst wurde er durch die Neue Musik von Salvatore Martirano und William Parsons. Nach verschiedenen Tagesjobs als Automechaniker und Gärtner lebte er in einer Kommune in New England, bevor er nach Iowa zurückkehrte und sein erstes Album aufnahm, Iowa Ear Music (1976) und eine Multimediagruppe gründete. Nach einem Aufenthalt bei Karl Berger im Creative Music Studio in Woodstock lebte er in Europa, bevor er in den 1980er-Jahren in New York im von Nick Didkovsky geleiteten Avant-Rock-Ensemble Doctor Nerve spielte. Mit George Cartwright und David Moss bildete er das Trio Meltable Snaps It, das zwei Alben aufnahm. Es folgte die Beschäftigung mit elektronischer Musik. In den 1990er-Jahren arbeitete er mit Hans Anliker, Hans Burgener und Martin Schütz; außerdem gehörte er der Improvisationsband Micro-East Collective an und spielte u. a. mit Mark Howell, John Zorn, Gerry Hemingway und Mark Dresser. Im Bereich des Jazz und der Improvisationsmusik war er zwischen 1967 und 1999 an 32 Aufnahmesessions beteiligt.

## Diskographische Hinweise
- Michael Lytle / George Cartwright: Bright Bank Elewhale (Cornpride, 1979)
- Hans Anliker / Hans Burgener / Michael Lytle / Martin Schütz: Arnold Bombs and Fireflys (For 4 Ears, 1993)
- George Cartwright, Michael Lytle: Red Rope - 3 Pieces for 2 Players (Cadence Jazz Records, 1997)
- Micro-East Collective: Out of My Face (2000)